# Srettha Thavisin
Srettha Thavisin (Bangkok, 15 februari 1962) is een Thais zakenman en politicus. Tussen augustus 2023 en augustus 2024 was hij de 30e premier van Thailand.

## Biografie
Srettha Thavisin, geboren in 1962, werd als bedrijfskundige opgeleid aan Claremont Graduate University in de Verenigde Staten. Na diverse managementfuncties werd hij bestuursvoorzitter van Sansiri PLC, een beheersmaatschappij van onroerend goed en de tweede projectontwikkelaar van Thailand.
In 2023 werd Srettha door Pheu Thai, de partij van de familie Shinawatra, naar voren geschoven als premierskandidaat. De winnaar van de parlementsverkiezingen, de charismatische leider van de partij Move Forward Pita Limjaroenrat, had geen steun in de door militairen gedomineerde senaat. Pheu Thai sloot een coalitie met de partij United Thai Nation van de vertrekkende militaire premier Prayut Chan-o-cha. Srettha werd op 22 augustus 2023 gekozen in een gezamenlijke vergadering van beide kamers met 482 tegen 165 stemmen bij 81 onthoudingen. De volgende dag werd hij door koning Maha Vajiralongkorn beëdigd als premier.
Gedurende de eerste acht maanden van zijn premierschap diende Srettha tevens als minister van Financiën.
In juni 2024 werd een procedure gestart bij het Hooggerechtshof, omdat Srettha de oud-advocaat van Thaksin, Pichit Chuanban, had opgenomen in de regering als minister verbonden aan het kantoor van de premier. Pichit was ooit veroordeeld wegens een poging om een gerechtshof om te kopen en was daarom krachtens art. 160 van de grondwet niet benoembaar. Het was al de derde keer dat het Hooggerechtshof een gekozen premier opzij schoof, steeds iemand uit de hoek van Thaksin. Daarentegen had het Hof de achtereenvolgende militaire regeringen geen strobreed in de weg gelegd. In augustus 2024 werd Srettha door het Thaise Hooggerechtshof uit zijn ambt gezet. Het hof gaf aan 'dat Srettha de grondwet heeft overtreden door een oud-gevangene als minister aan te stellen'. Hij werd opgevolgd door Paetongtarn Shinawatra, de dochter van oud-premier Thaksin Shinawatra.